# Eisothistes
Eisothistes là một chi bướm đêm thuộc họ Geometridae.